# Onosandridus pictifrons
Onosandridus pictifrons är en insektsart som beskrevs av Louis Albert Péringuey 1916. Onosandridus pictifrons ingår i släktet Onosandridus och familjen Anostostomatidae. Inga underarter finns listade i Catalogue of Life.